# Comuna Huleaipole, Krînîcikî
Huleaipole (în ucraineană Гуляйполе) este o comună în raionul Krînîcikî, regiunea Dnipropetrovsk, Ucraina, formată din satele Berezîne, Blahodatne, Buzulukî, Huleaipole (reședința), Lenina, Malosofiivka, Okteabrske, Pervomaiske, Smolenka, Tarasivka, Udacine și Vîsoke.

## Demografie
Componența lingvistică a satului Huleaipole
     Ucraineană (93,65%)
     Rusă (4,98%)
     Alte limbi (0,28%)
Conform recensământului din 2001, majoritatea populației satului Huleaipole era vorbitoare de ucraineană (93,65%), existând în minoritate și vorbitori de rusă (4,98%).